# Матадор (телесериал, 2014)
«Матадор» (англ. Matador) — американский драматический телесериал, созданный Роберто Орси, Эндрю Орси, Дэном Дворкином и Джеем Битти. Премьера сериала состоялась 15 июля 2014 года на телеканале El Rey Network.
В центре сюжета сериала находится восходящая звезда футбола — Тони «Матадор» Браво, известный своими достижениями и на игровом поле, и за его пределами. Но никто не знает, что на самом деле Браво является тайным агентом ЦРУ, выполняющим самые опасные миссии.
Сериал был продлён на 2 сезон ещё до своей официальной премьеры на El Rey. Однако вскоре телеканал закрыл сериал после 1 сезона из-за недостаточного международного успеха.

## Сюжет
Тайный агент Тони Браво, завербованный ЦРУ, внедряется в профессиональную футбольную команду. ЦРУ подозревает владельца команды, Андреса Галана, в использовании своих неограниченных ресурсов для финансирования незаконной деятельности. Во время одного из матчей Тони ранит одного из игроков команды. Из-за этого случая Тони получает первую популярность, и Галан решает использовать это в своих маркетинговых целях.

## В ролях

### Главные
- Гэбриел Луна — Тони «Матадор» Браво, тайный агент ЦРУ и член футбольной команды.
- Никки Уилан — Энни Мейсон, глава секретного подразделения ЦРУ и коллега Тони.
- Нил Хопкинс — Ной Пикотт, агент секретного подразделения ЦРУ и коллега Тони и Энни.
- Альфред Молина — Андрес Галан, бизнесмен и хозяин футбольной команды.
- Танк Сейд — Алек Холестер, футболист, нападающий и бывший игрок сборной Англии.
- Джеймс Келлис — Люсьен Сэйер, лидер братства самых влиятельных бизнесменов и политиков мира.

### Второстепенный
- Иветт Монреаль — Сенна Галан, знаменитость и родная дочь Андреса Галана.
- Элизабет Пенья — Марица Сандовал, жена Хави и мать Тони, Рики и Кристины.
- Хулио Оскар Мечосо — Хави Сандовал, муж Марицы, отчим Тони и родной отец Рики и Кристины.
- Луис Одзава — Сэмюэл, главный телохранитель и правая рука Андреса Галана.
- Джонни Крус — Рики Сандовал, сын Марицы и Хави, находящийся в тюрьме.
- Изабелла Гомес — Кристина Сандовал, дочь-подросток Марицы и Хави и сестра Тони и Рики.
- Кристофер Казинс — Льюин Уэйн Смит, заместитель главы секретного подразделения ЦРУ.
- Питер Гадиот — Цезарь, бывший танцор, в настоящее время футболист и член команды Галана.
- Ив Торрес — Рейна Флорес, журналистка, которая освещает всю карьеру Тони.
- Марго Бингем — Эбигейл «Билли» Фишер, агент секретного подразделения ЦРУ и криминальный аналитик.

## Сезоны
| Сезон | Серии | Серии | Даты показа  | Даты показа     |
| Сезон | Серии | Серии | Первая серия | Последняя серия |
| ----- | ----- | ----- | ------------ | --------------- |
| 1     | 13    | 13    | 15 июля 2014 | 7 октября 2014  |

## Эпизоды

### Сезон 1(2014)
| № общий | № в сезоне | Название                                                          | Режиссёр           | Автор сценария                                    | Дата премьеры    |
| --- | ---------- | ----------------------------------------------------------------- | ------------------ | ------------------------------------------------- | ---------------- |
| 1 | 1          | «Стань профессионалом за фунт» «Quid Go Pro»                      | Роберт Родригес    | Роберто Орси, Эндрю Орси, Дэн Дворкин, Джей Битти | 15 июля 2014     |
| Агент ЦРУ Тони Браво расследует дело о футбольной команде. Чтобы начать расследование Тони приходится вступить в команду. |            |                                                                   |                    |                                                   |                  |
| 2 | 2          | «Голые и мёртвые» «The Naked and the Dead»                        | Ник Копус          | Дэн Дворкин, Джей Битти                           | 22 июля 2014     |
| Коды, украденные с планшета Гидеона Хана, позволяют команде отследить наёмного убийцу, известного как «Аптекарь», через спутниковую сеть Галана. Тони должен подобраться ближе к цели — сотруднице Смитсоновского института Марго Аткинс, — не забывая при этом о своих новых товарищах по команде, семье и, самое главное, о правде.                                              |            |                                                                   |                    |                                                   |                  |
| 3 | 3          | «Идолопоклонство» «Idol Worship»                                  | Ник Копус          | Стив Лихтман                                      | 29 июля 2014     |
| Получив новую информацию о Марго, Тони сопровождает её на аукцион, где она должна сразиться с Галаном в торгах, что позволяет ему и Галану достичь нового уровня взаимопонимания. Тем временем настойчивый репортёр Рейна Флорес подбирается всё ближе к разгадке тайны Тони. |            |                                                                   |                    |                                                   |                  |
| 4 | 4          | «Кодовая красная карточка» «Code Red Card»                        | Стивен Уильямс     | Эван Блейвайс                                     | 5 августа 2014   |
| Повторяющийся сон из прошлого Тони совпадает по времени с его дебютом в команде, который быстро оказывается под угрозой, когда ему нужно спасти от беды дочь Галана, Сенну, которая постоянно создаёт проблемы. Пока Тони борется со временем как на поле, так и за его пределами, Энни и Ной понимают, что Галан может быть всего лишь частью гораздо более масштабного заговора. |            |                                                                   |                    |                                                   |                  |
| 5 | 5          | «Войти в червя» «Enter The Worm»                                  | Дуайт Х. Литтл     | Глен Уитман                                       | 12 августа 2014  |
| Улетев на частном самолёте Галана, Тони, Холестер и Цезарь приземляются в Никарагуа, в мире, которым управляет лидер наркокартеля по прозвищу «Червь», где ставки высоки, а смертность ещё выше. С помощью старого друга из ЦРУ Тони оказывается втянут в жестокую футбольную игру, где приз — это не просто жизнь.                                                                |            |                                                                   |                    |                                                   |                  |
| 6 | 6          | «Мизантропология» «Misanthropology»                               | Ларри Тенг         | Джон Хамбер                                       | 19 августа 2014  |
| Внимание Тони переключается с футбола на миссию, когда Галан поручает ему доставить посылку. Но куда бы ни отправился Тони, Рейна следует за ним. В другом месте связь между аукционом и Никарагуа становится очевидной, когда ЦРУ спасает профессора антропологии, разбирающегося в доольмекских цивилизациях.                                                                    |            |                                                                   |                    |                                                   |                  |
| 7 | 7          | «Рука об руку» «Mano A Mano»                                      | Джозеф И. Галлахер | Джой Блейк                                        | 26 августа 2014  |
| Андрес Галан знакомится с Сандовалами. Тем временем Тони вынужден отказаться от миссии и поставить её выше своей семьи, когда Сэмюэл похищает члена команды. |            |                                                                   |                    |                                                   |                  |
| 8 | 8          | «Всё старое снова становится новым» «Everything Old Is New Again» | Пол Эдвардс        | Стив Лихтман                                      | 2 сентября 2014  |
| Пока Пикотт находится в коме, Браво и Мейсон проверяют зацепки, пытаясь выяснить, не было ли раскрыто прикрытие Браво. Тем временем Галан узнаёт больше о международном заговоре, а Сэмюэл продолжает расследовать прошлое Тони. |            |                                                                   |                    |                                                   |                  |
| 9 | 9          | «Страдания Розарито» «The Anguish of Rosarito»                    | Мэтт Эрл Бисли     | Эван Блейвайс                                     | 9 сентября 2014  |
| После того, как пассажиры самолёта заразились вирусом, Галан, похоже, начинает сомневаться в своей причастности. Ситуация усугубляется тем, что Сэмюэль узнаёт о прошлом Тони, что приводит к конфронтации последнего с Галаном. |            |                                                                   |                    |                                                   |                  |
| 10 | 10         | «Ночь кита» «Night of the Whale»                                  | Роксанн Доусон     | Глен Уитман                                       | 16 сентября 2014 |
| Тони и Галан находят общий язык из-за тела в багажнике. Тем временем ЦРУ связывается с Сэйером, надеясь помешать его плану. |            |                                                                   |                    |                                                   |                  |
| 11 | 11         | «Бунтуй, пока я не умру» «Riot 'Til I Die»                        | Джош Батлер        | Джереми Кауфман, Розалинд Росс                    | 23 сентября 2014 |
| ЦРУ использует смерть Сэмюэля, чтобы создать возможность выманить Сэйера, в то время как заместитель директора Смит привлекает частный сектор к борьбе с вирусом. Рейна Флорес возвращается, чтобы отомстить Галану, и операция по выслеживанию Сэйера и его лаборатории идёт наперекосяк.                                                                                         |            |                                                                   |                    |                                                   |                  |
| 12 | 12         | «Мёртвый сон в Багане» «Dead Dreaming In Bagan»                   | Джо Галлахер       | Джой Блейк                                        | 30 сентября 2014 |
| Тони проникает в тропические леса Мьянмы, ускользая от людей Сэйера, и находит секретную лабораторию. Мейсон, Пикотт и Смит вместе с Галаном ищут это место, что приводит к ужасному решению для Мейсон. Сенна узнаёт правду о своей матери, а Мейсон рассказывает Карен о своих отношениях с Браво.                                                                               |            |                                                                   |                    |                                                   |                  |
| 13 | 13         | «Дурная кровь» «Mala Sangre»                                      | Роберт Родригес    | Дэн Дворкин, Джей Битти                           | 7 октября 2014   |
| Когда тайная цель Сэйера наконец раскрывается, отношения Тони с ЦРУ и его семьёй изменятся раз и навсегда. |            |                                                                   |                    |                                                   |                  |

## Производство

### Разработка
Впервые о разработке сериала стало известно в феврале 2014 года — «Матадор» был анонсирован вместе с ещё одним новым оригинальным сериалом El Rey Network — «Режиссёрским креслом».
Исполнительными продюсерами сериала были назначены Джей Битти, Дэн Дворкин, Роберто Орси, Алекс Куртцман и Хезер Кадин в соавторстве с Робертом Родригесом.
10 июля 2014 года, за 5 дней до премьеры, сериал был продлён на 2 сезон. Но в ноябре 2014 года стал известно, что El Rey Network изменил своё решение и закрыл сериал после 1 сезона из-за его низкого международного успеха.

### Съёмки
Съёмочный процесс сериала стартовал 3 апреля 2014 года.

## Критика
На сайте-агрегаторе Rotten Tomatoes сериал имеет среднюю оценку в 67 % на основе 12 рецензий со стороны критиков. Консенсус сайта гласит: «Несмотря на то, что временами он прерывистый, „Матадор“ — это динамичный и глупый сериал, который выигрывает от того, что не воспринимает себя слишком серьёзно».
На сайте Metacritic сериал имеет оценку в 62 балла из 100 на основе 10 рецензий со стороны критиков, что указывает на «в целом положительные отзывы».